# Yuri Herrera
Pour les articles homonymes, voir Herrera.
Yuri Herrera, né en 1970 à Actopan dans l'État d'Hidalgo au Mexique, est un écrivain mexicain.

## Œuvres

### Trilogie de la Frontière
1. Les Travaux du royaume, Gallimard, coll. « Du monde entier », 2012 ((es) Trabajos del reino, 2004), trad. Laura Alcoba, 119 p.  (ISBN 978-2-07-013290-4)
2. Signes qui précéderont la fin du monde, Gallimard, coll. « Du monde entier », 2014 ((es) Señales que precederán al fin del mundo, 2009), trad. Laura Alcoba, 118 p.  (ISBN 978-2-07-013580-6)
3. Le Royaume, le Soleil et la Mort, Gallimard, coll. « Du monde entier », 2016 ((es) La transmigración de los cuerpos, 2013), trad. Laura Alcoba, 285 p.  (ISBN 978-2-07-269926-9)

### Romans indépendants
- (es) Diez planetas, 2019
- (es) La estación del pantano, 2022

### Jeunesse
- (es) ¡Éste es mi nahual!, 2007
- (es) Los ojos de Lía, 2012